# Bocksjön (Hjälmseryds socken, Småland)
Bocksjön är en sjö i Sävsjö kommun i Småland och ingår i Lagans huvudavrinningsområde. Sjön är 3,1 meter djup, har en yta på 0,19 kvadratkilometer och är belägen 208 meter över havet. Sjön avvattnas av vattendraget Bantabäck. Vid provfiske har bland annat abborre, braxen, gädda och mört fångats i sjön.

## Delavrinningsområde
Bocksjön ingår i det delavrinningsområde (633718-141555) som SMHI kallar för Utloppet av Grunnen. Avrinningsområdets medelhöjd är 213 meter över havet och ytan är 55,3 kvadratkilometer. Det finns inga delavrinningsområden uppströms utan avrinningsområdet är högsta punkten. Bantabäck som avvattnar avrinningsområdet har biflödesordning 3, vilket innebär att vattnet flödar genom totalt 3 vattendrag innan det når havet efter 185 kilometer. Delavrinningsområdet består mestadels av skog (78 procent). Avrinningsområdet har 0,78 kvadratkilometer vattenytor vilket ger det en sjöprocent på 1,4 procent.

## Fisk
Vid provfiske har följande fisk fångats i sjön:
- Abborre
- Braxen
- Gädda
- Mört
- Sutare